# Milkyway@home
MilkyWay@home es un proyecto de computación distribuida que corre en la plataforma informática Berkeley Open Infrastructure for Network Computing (BOINC). MilkyWay@home intenta generar modelos tridimensionales de alta precisión de corrientes estelares en las vecindades inmediatas de nuestra galaxia Vía Láctea. Con SETI@home y Einstein@home, este es el tercer proyecto informático de este tipo que investiga los fenómenos del espacio interestelar como primer objetivo. Su segundo objetivo es el desarrollo y optimización de los algoritmos para la computación distribuida. 

## Propósito y diseño
El proyecto MilkyWay@home es una colaboración entre el departamento de ciencias informáticas, Física, Física Aplicada y Astronomía del Instituto Politécnico Rensselaer, y es apoyado por el National Science Foundation de Estados Unidos. Es operado por un equipo que incluye a la astrofísica Heidi Jo Newberg y los científicos informáticos Malik Magdon-Ismail, Boleslaw Szymanski y Carlos A. Varela.
A mediados de 2009, el interés principal de los astrofísico del proyecto era la corriente Sagittarius, una corriente estelar que emana de la Enana Elíptica de Sagitario que penetra parcialmente el espacio ocupado por la Vía Láctea y es creída de tener una órbita inestable de ella, probablemente después de un encuentro cercano o colisión con la Vía Láctea que la sometió a fuertes fuerzas de marea galáctica. Hacer un mapa de dichas corrientes estelares y su dinámica con alta precisión es esperado a brindar pistas cruciales para la comprensión de la estructura, formación, evolución, y distribución del potencial gravitatorio de la Vía Láctea y galaxias similares. También podría traer una intuición sobre el tema de la materia oscura. A medida que el proyecto evoluciona, este podría dirigir su atención a otras corrientes estelares.
Usando la data del Sloan Digital Sky Survey, el proyecto MilkyWay@home divide el campo de estrellas en trozos de alrededor de 2,5 grados de ancho y aplica técnicas de separación probabilística de auto-optimización (es decir, algoritmo evolutivo) para extraer las corrientes de marea optimizadas. Luego, el programa intenta crear un nuevo trozo uniformemente denso de estrellas del trozo de entrada al remover corrientes de data. Cada corriente removida es caracterizada por seis parámetros: porcentaje de estrellas en la corriente; posición angular en la raya; los tres componentes espaciales (dos ángulos, más una distancia radial desde la Tierra) definiendo el cilindro removido; y una medición de ancho. Por cada búsqueda, la aplicación del servidor lleva un registro de una población individual de estrellas, cada una es adjuntada a un posible modelo de la Vía Láctea.

## Detalles y estadísticas del proyecto
MilkyWay@home ha estado activo desde el 2007, y los clientes optimizados para los sistemas operativos de 32 bits y 64 bits desde el 2008. No existe un protector de pantalla.
Las workunits que son enviadas a los participantes requieren sólo 2-4 horas de computación para ser completadas en una CPU moderna, sin embargo el tiempo permitido para su computación es relativamente corto (típicamente, 3 días). A principios de 2010, el proyecto rutinariamente enviaba workunits más grandes que requerían 15-20 horas de computación para ser completadas en una CPU promedio, y son válidas por alrededor de una semana después de ser descargadas. Esto hacia que el proyecto fuese menos adecuado para computadores que no estuviesen en operación por varios días, o para cuentas de usuario que no permitan que BOINC computara mientras el computador estuviera en uso.
El rendimiento del proyecto ha sido bastante dinámico últimamente. A mediados de junio de 2009, el proyecto tenía alrededor de 24.000 usuarios registrados y alrededor de 1.100 equipos en 149 países, y operaba a una rapidez de 31,7 TeraFLOPS. A partir del 12 de enero de 2010, el proyecto tenía 44.900 usuarios y 1.590 equipos en 170 países, pero el poder de computos promedio saltó a 1.382 TeraFLOPS, que clasifica a MilkyWat@home como #2 en la lista de supercomputadores TOP500. MilkyWay@home es actualmente el segundo proyecto de computación distribuida más grande detrás de Folding@home quien cruzó la barrera de los 5.000 TFlops en el 2009. 
Ese gran salto del poder de cómputos con relativamente baja adquisición de nuevos usuarios es en gran parte debido al desarrollo del cliente que utiliza las GPUs para hacer operaciones numéricas en Windows y Linux. El código CUDA de MilkyWay@home para un amplio rango de GPUs Nvidia fue publicado en el directorio de lanzamientos de códigos el 11 de junio de 2009. Una aplicación para las GPUs de ATI Technologies también está disponible y actualmente supera la aplicación CUDA. Por ejemplo, una tarea que requiere 10 minutos usando una GPU AMD Radeon HD3850 o 5 minutos usando una GPU AMD Radeon HD4850, requiere 6 horas usando un núcleo de un procesador AMD Phenom II corriendo a 2.8 GHz.

## Resultados científicos
Grandes partes del proyecto MilkyWay@home se basan en la tesis del astrónomo Nathan Cole que ha sido publicado en la revista de alta reputación The Astrophysical Journal. Otros resultados han sido presentados en varios congresos de astrofísica y computación.